# E79 (európai út)

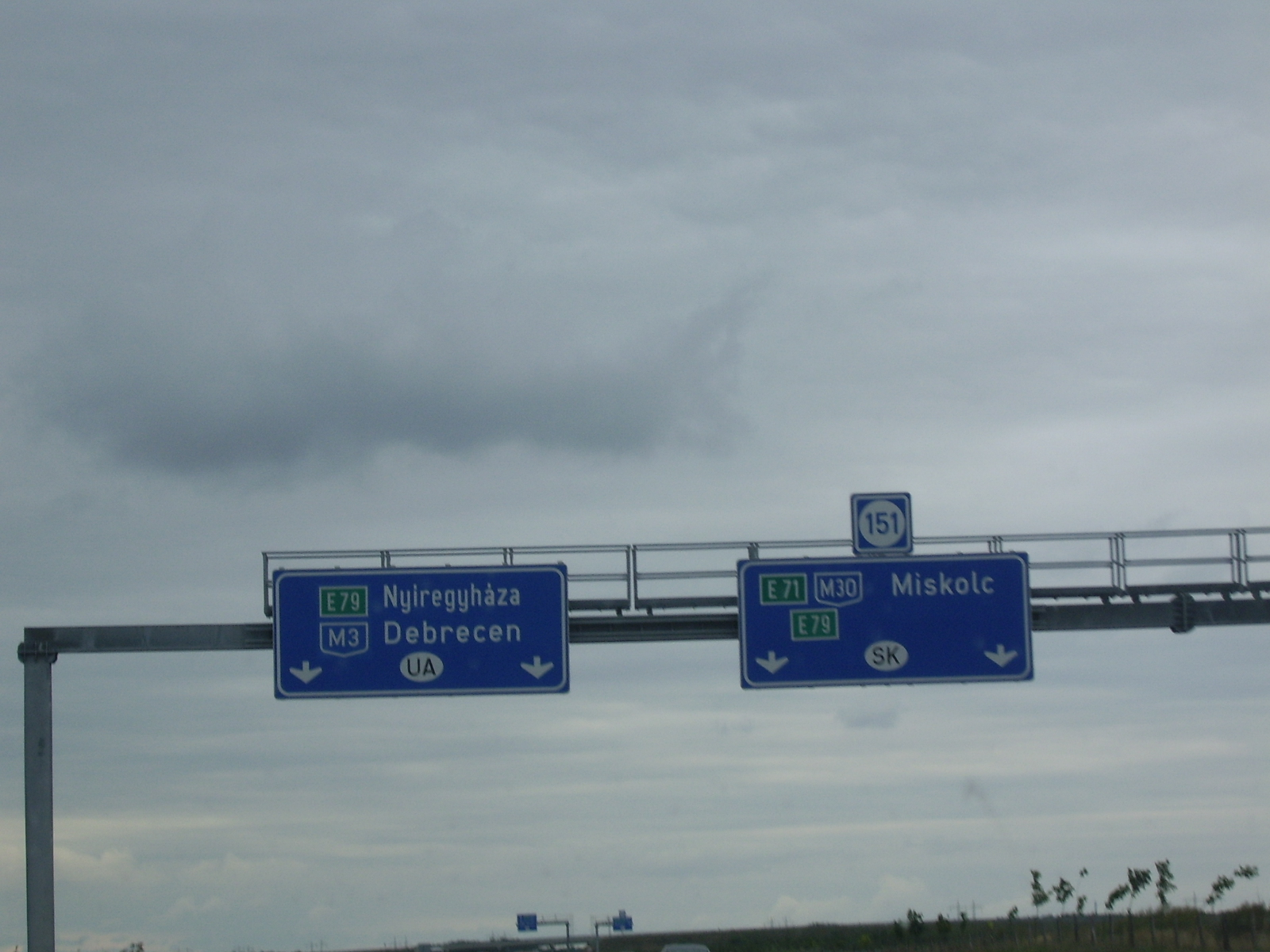
Az M3-as és az M30-as autópálya csomópontja Igrici határában

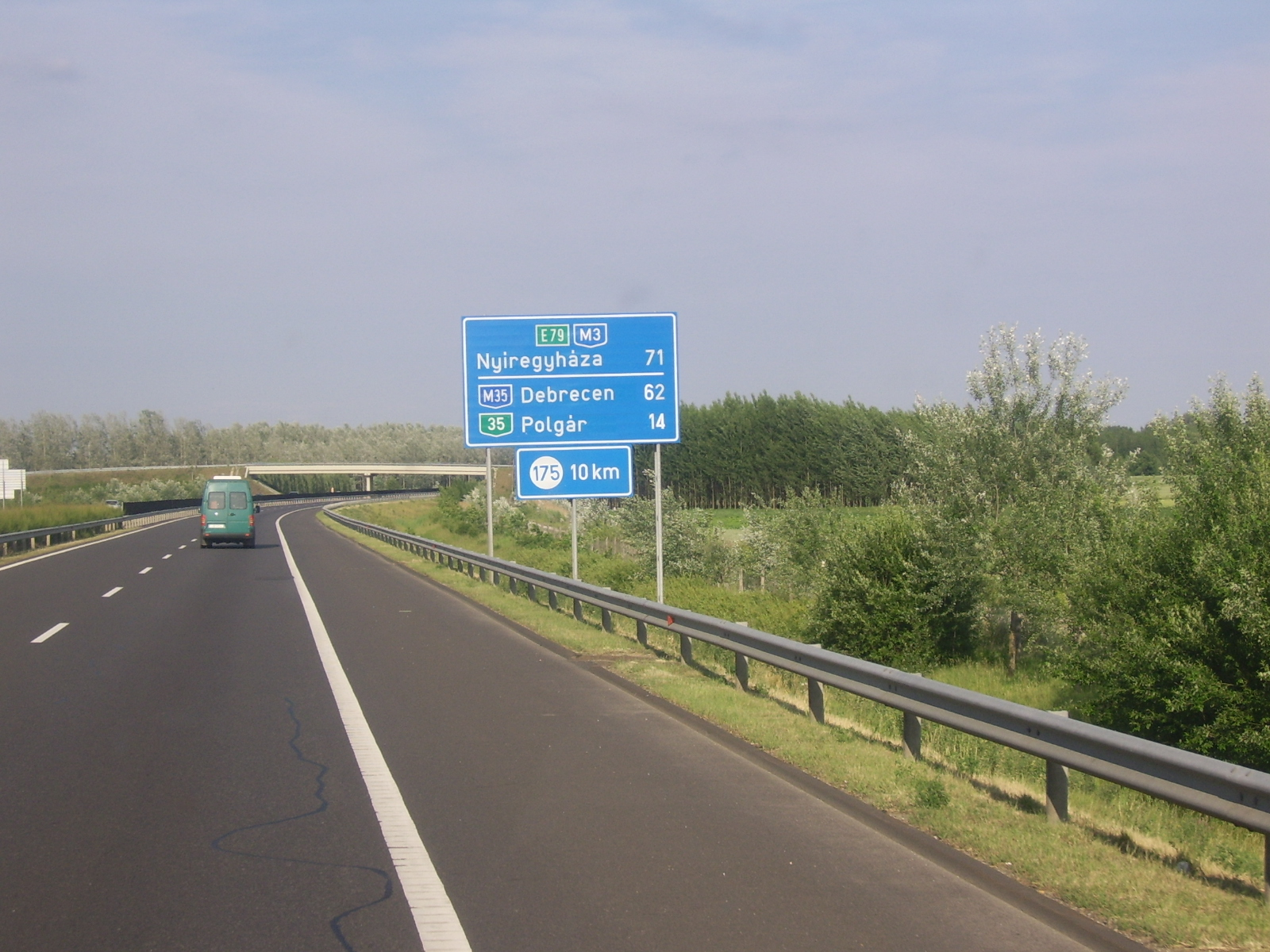
Az M3-as autópálya 165. kilométerszelvénye

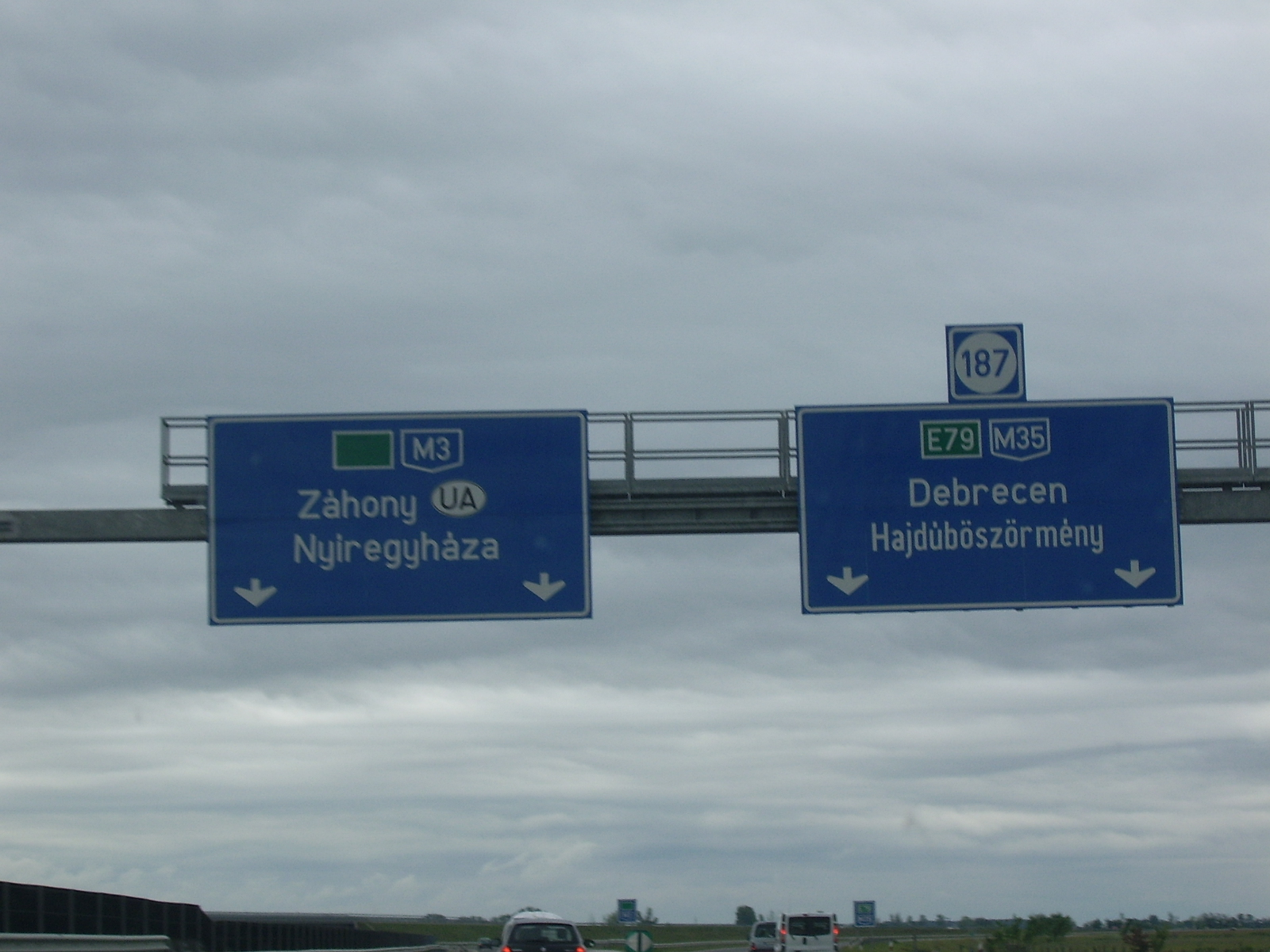
Az M3-as és az M35-ös autópálya csomópontja Görbeháza határában

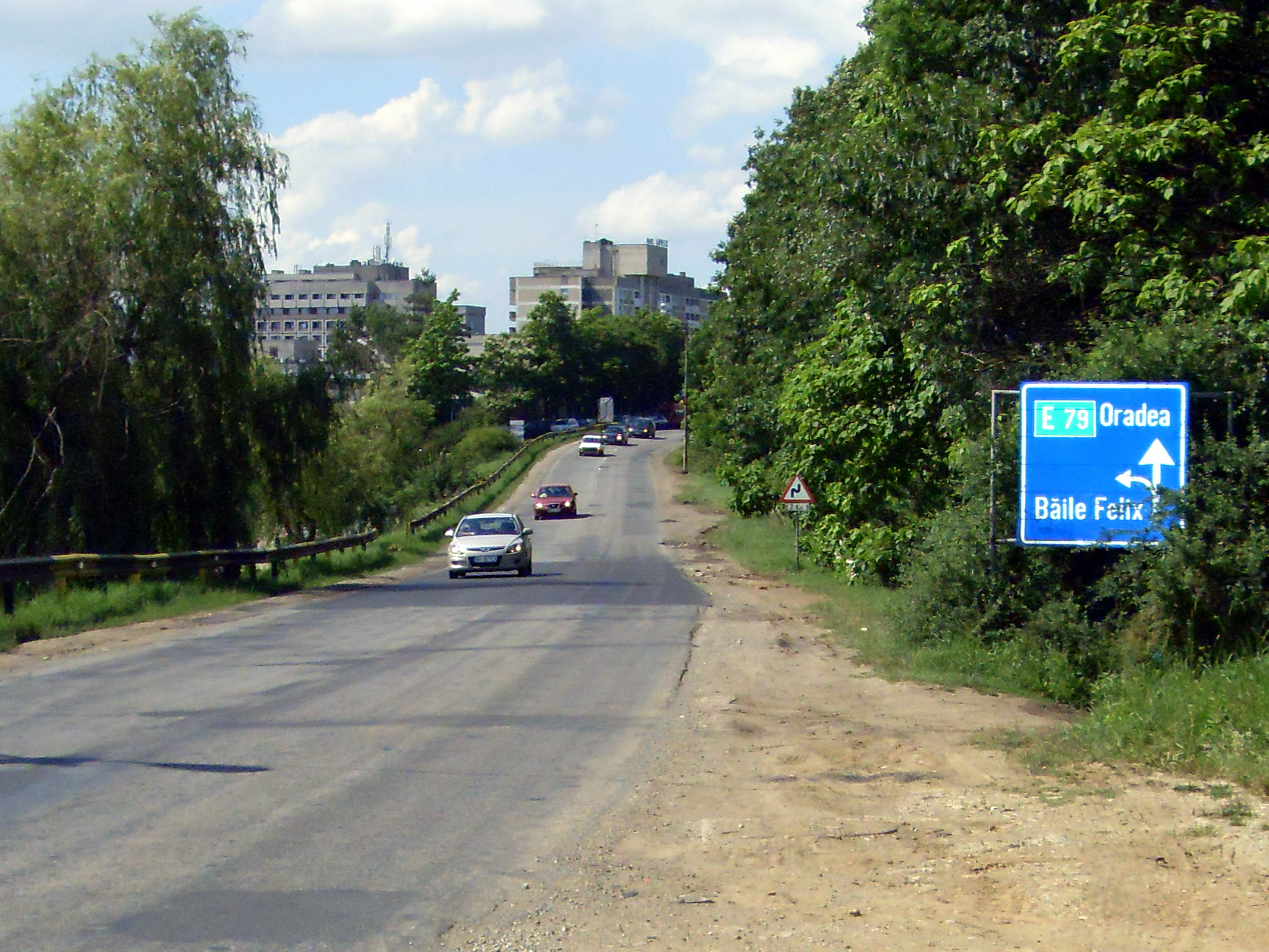
Az út Félixfürdő határában

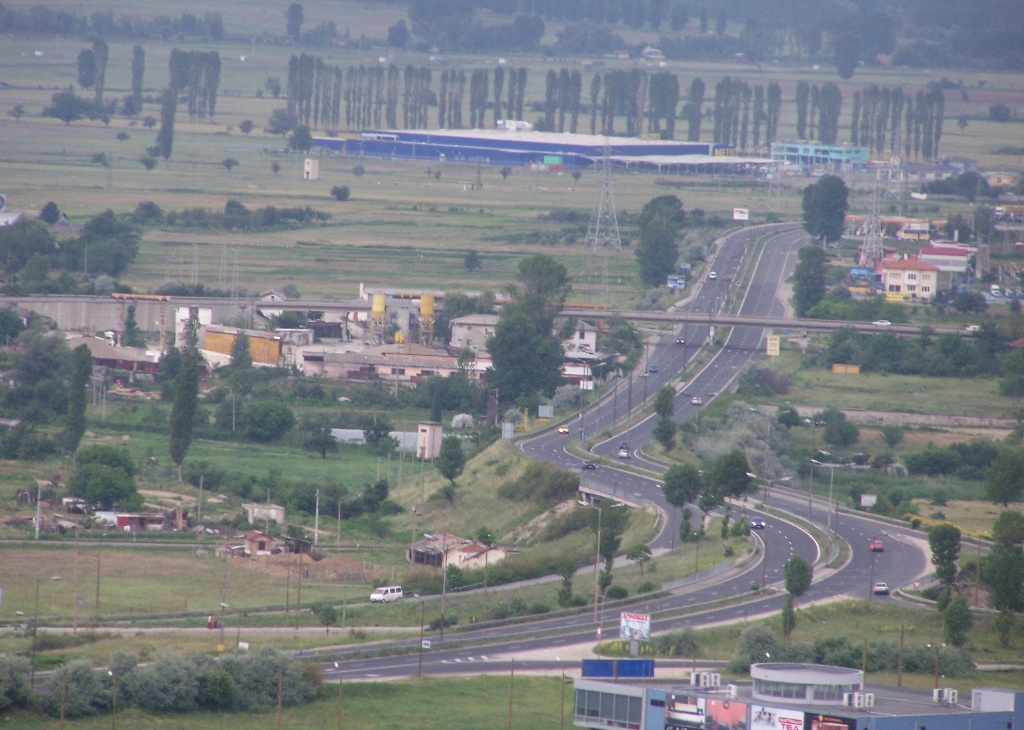
Az Е79 valahol Blagoevgradnál

Az E79-es egy észak-dél irányú Európa-út. Miskolctól Szalonikiig lehet rajta elautózni.

## Hossza
Az E79-es út hossza Miskolc és Szaloniki között: 1308 km. A távlati tervekben Miskolctól meghosszabbítják Kassáig, ekkor a hossza 1396 km lesz.

## Nyomvonala
| Ország       | Város | Útszám (helyi)                                                      |
| ------------ | --- | ------------------------------------------------------------------- |
| Magyarország | Miskolc – Emőd – Debrecen – Berettyóújfalu – Ártánd                                                                          | 3 highway · M30 motorway · M3 motorway · M35 motorway · M4 motorway |
| Románia      | Bors – Nagyvárad (Oradea) – Belényes (Beiuș) – Déva – Petrozsény (Petroșani) – Zsilvásárhely (Târgu Jiu) – Craiova – Calafat | DN1 · DN76 · DN66 · DN6 · DN56                                      |
| Bulgária     | Vidin – Montana – Vratsa – Botevgrad – Szófia – Pernik – Blagoevgrad – Kulata                                                |                                                                     |
| Görögország  | Promachonas – Szerresz – Szaloniki (Thessaloniki)                                                                            | Motorway 25 (Greece) · Egnatia Odos (modern road)                   |

- Magyarország
  - Miskolc 3 és M30
  - Emőd M3
  - Debrecen M35
  - Berettyóújfalu M4
  - Nagykereki M4
- Románia
  - Bors
  - Nagyvárad
  - Belényes
  - Déva
  - Petrozsény
  - Zsilvásárhely
  - Craiova
  - Calafat
- Bulgária
  - Vidin
  - Montana
  - Vraca
  - Botevgrad
  - Szófia
  - Blagoevgrad
- Görögország
  - Szerresz
  - Szaloniki

## Képek

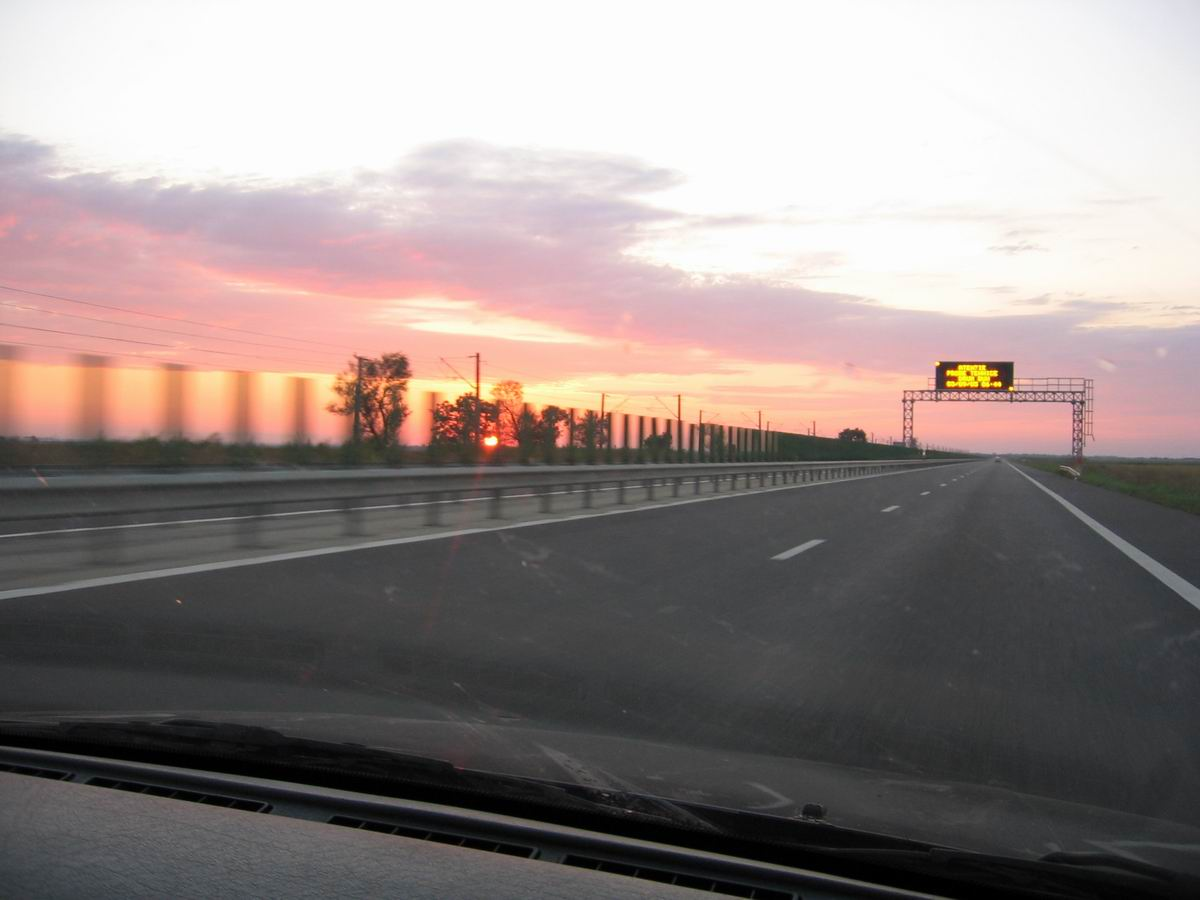
Az Е79-es főút Romániában
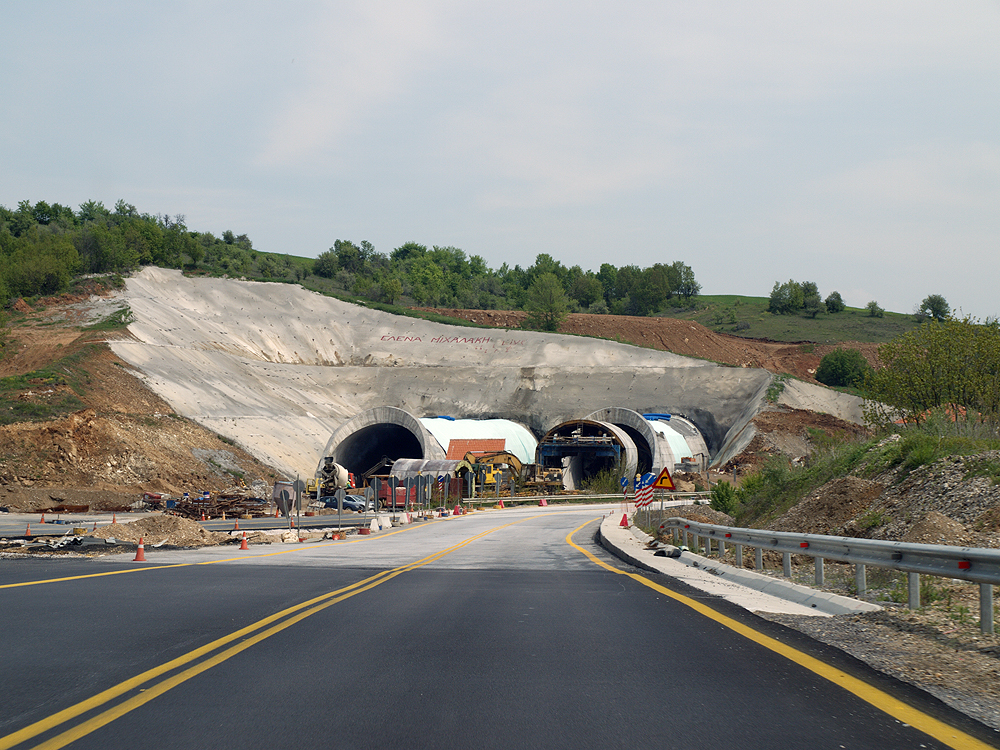
Alagútépítés Görögországban

## Lásd még
- R4-es autóút (Szlovákia)
- 3-as főút (Magyarország)
- M30-as autópálya (Magyarország)
- M3-as autópálya (Magyarország)
- M35-ös autópálya (Magyarország)
- M4-es autópálya (Magyarország)
- DN1-es főút (Románia)
- A3-as autópálya (Románia)